# Amadou Haidara
Amadou Haidara (Bamako, Malí, 31 de enero de 1998) es un futbolista maliense, juega como centrocampista y su equipo es el R. B. Leipzig de la Bundesliga de Alemania.

## Trayectoria
Haidara comenzó su carrera en el JMG Academy Bamako club maliense amateur. En julio de 2016 fue fichado por el Red Bull Salzburgo. Fue enviado en préstamo al FC Liefering equipo de la segunda liga, que es equipo filial del Red Bull Salzburgo. Haidara también jugó para el equipo del Red Bull Salzburgo sub-19 de la Liga Juvenil de la UEFA. Allí anotó dos goles frente al FK Vardar Skopje.
Hizo su primera aparición en la tercera ronda de la liga 2016-17 frente a LASK Linz. Sustituyó a Gideon Mensah después del descanso de medio tiempo, anotó su primer gol en el minuto 48 para Liefering.
Durante la temporada 2017-18, Salzburgo tuvo su mejor campaña a nivel europea. Terminaron en la cima de su grupo de la Europa League, por cuarta vez consecutiva, antes de vencer a la Real Sociedad y al Borussia Dortmund para hacer su primera aparición en la semifinal de la Liga Europa de la UEFA. El 3 de mayo de 2018 jugó en las semifinales de la Liga Europa, mientras que en el partido contra Olympique de Marsella jugó en la derrota por 1-2, y que en el marcador global por 3-2 no les bastó para asegurar un lugar en la final de la Liga Europa de la UEFA de 2018.
El 22 de diciembre de 2018 fue firmado por el club alemán R. B. Leipzig.

## Selección nacional
Jugó para la selección de Malí sub-17 con la cual disputó 7 partidos y marcó 2 goles. El 6 de octubre de 2017, Haidara hizo su debut en la selección absoluta en la clasificación de la Copa del Mundo 2018 contra Costa de Marfil.

## Estadísticas

### Clubes
Actualizado al último partido disputado el 5 de noviembre de 2024.
| Club                         | Div.          | Temporada     | Liga  | Liga  | Copas nacionales | Copas nacionales | Copas internacionales | Copas internacionales | Total | Total |
| Club                         | Div.          | Temporada     | Part. | Goles | Part.            | Goles            | Part.                 | Goles                 | Part. | Goles |
| ---------------------------- | ------------- | ------------- | ----- | ----- | ---------------- | ---------------- | --------------------- | --------------------- | ----- | ----- |
| F. C. Liefering · Austria    | 2.ª           | 2016-17       | 25    | 2     | ―                | ―                | ―                     | ―                     | 25    | 2     |
| F. C. Liefering · Austria    | Total club    | Total club    | 25    | 2     | 0                | 0                | 0                     | 0                     | 25    | 2     |
| Red Bull Salzburgo · Austria | 1.ª           | 2016-17       | 5     | 1     | 2                | 1                | 0                     | 0                     | 7     | 2     |
| Red Bull Salzburgo · Austria | 1.ª           | 2017-18       | 31    | 3     | 6                | 1                | 18                    | 4                     | 55    | 8     |
| Red Bull Salzburgo · Austria | 1.ª           | 2018-19       | 12    | 2     | 2                | 0                | 7                     | 1                     | 21    | 3     |
| Red Bull Salzburgo · Austria | Total club    | Total club    | 48    | 6     | 10               | 2                | 25                    | 5                     | 83    | 13    |
| R. B. Leipzig · Alemania     | 1.ª           | 2018-19       | 9     | 1     | 3                | 0                | 0                     | 0                     | 12    | 1     |
| R. B. Leipzig · Alemania     | 1.ª           | 2019-20       | 19    | 0     | 2                | 0                | 7                     | 0                     | 28    | 0     |
| R. B. Leipzig · Alemania     | 1.ª           | 2020-21       | 31    | 3     | 6                | 2                | 6                     | 1                     | 43    | 6     |
| R. B. Leipzig · Alemania     | 1.ª           | 2021-22       | 20    | 3     | 2                | 1                | 6                     | 0                     | 28    | 4     |
| R. B. Leipzig · Alemania     | 1.ª           | 2022-23       | 31    | 2     | 6                | 0                | 7                     | 0                     | 44    | 2     |
| R. B. Leipzig · Alemania     | 1.ª           | 2023-24       | 21    | 2     | 1                | 0                | 5                     | 0                     | 27    | 2     |
| R. B. Leipzig · Alemania     | 1.ª           | 2024-25       | 9     | 0     | 2                | 0                | 4                     | 0                     | 15    | 0     |
| R. B. Leipzig · Alemania     | Total club    | Total club    | 140   | 11    | 22               | 3                | 35                    | 1                     | 197   | 15    |
| Total carrera                | Total carrera | Total carrera | 213   | 19    | 32               | 5                | 60                    | 6                     | 305   | 30    |

## Palmarés

### Campeonatos nacionales
| Título           | Club               | País     | Año     |
| ---------------- | ------------------ | -------- | ------- |
| Bundesliga       | Red Bull Salzburgo | Austria  | 2016-17 |
| Copa de Austria  | Red Bull Salzburgo | Austria  | 2016-17 |
| Bundesliga       | Red Bull Salzburgo | Austria  | 2017-18 |
| Copa de Alemania | R. B. Leipzig      | Alemania | 2021-22 |
| Copa de Alemania | R. B. Leipzig      | Alemania | 2022-23 |